# Taro, el nen drac
|  | No s'ha de confondre amb l'especial Les aventures d'en Taro (Maegami Tarō). |

Taro, el nen drac (龍の子太郎, Tatsu no ko Tarō), és un llargmetratge d'animació japonès dirigit per Kiriro Urayama de l'any 1979. Es tracta de l'adaptació de la novel·la homònima de Miyoko Matsutani, inspirada alhora en un conte japonès.
Es va estrenar en català el 3 de gener de 1990 al Canal 33.

## Argument
Taro és un jove noi a qui no falta vigor, però és terriblement mandrós. Per animar-lo, un mag li dona una poció que li confereix la força de cent homes, però únicament quan l'utilitza per fer el bé. Un dia, l'àvia de Taro li revela que la seva mare ha estat transformada en drac. Taro decideix llavors superar la seva peresa i marxar a la recerca de la seva mare.

## Doblatge
| Personatge   | Japonès          | Català             |
| ------------ | ---------------- | ------------------ |
| Taro         | Jun'ya Kato      | Maria Moscardó     |
| Dimoni Roig  | Kazuo Kumakura   | Pep Sais           |
| Dimoni Negre | Kazuo Kitamura   | Joan Crosas        |
| Tatsuya      | Sayuri Yoshinaga |                    |
| Aya          | Mīna Tominaga    | Maria Josep Guasch |
| Yamanba      | Kirin Kiki       | Fina Rius          |